# IC 3762
IC 3762 је елиптична галаксија у сазвјежђу Береникина коса која се налази на листи објеката дубоког неба у Индекс каталогу.
Деклинација објекта је + 22° 14' 49" а ректасцензија 12h 46m 37,6s. Привидна величина (магнитуда) објекта IC 3762 износи 16,5 а фотографска магнитуда 17,5.